# Résidence fermée
 (juin 2014).
Une résidence fermée (appelée parfois résidence sécurisée, quartier fermé ou voie privée fermée) est un ensemble immobilier sécurisé auquel le grand public ne peut accéder. L’objectif est en général de garantir plus de sécurité et de tranquillité aux résidents et est ėgalement un argument de vente important pour des logements haut de gamme ou familiaux.
Ce type de résidence compte des immeubles d'habitation ou des maisons dont l'ensemble est isolé de l'espace public environnant par des dispositifs techniques ou humains prévus à cet effet — enceinte (clôture, mur, barbelés), vidéosurveillance, gardiens armés ou non et surveillance de voisinage.
Les habitants de ces ensembles clôturés et dont l’entrée est souvent contrôlée sont fréquemment organisés en une communauté de fait qui finance ces équipements et établit les critères selon lesquels sera octroyé un accès à cet espace.
Certaines résidences fermées sont pourvues d'équipements partagés entre leurs membres, comme des espaces de promenade ou des installations sportives.
En Amérique du Nord, ces voies privées fermées sont appelées « gated communities ». Leur existence et leur impact, en termes de capital social à l'extérieur et à l'intérieur de chacune, ont été étudiés par plusieurs sociologues.

## Galerie

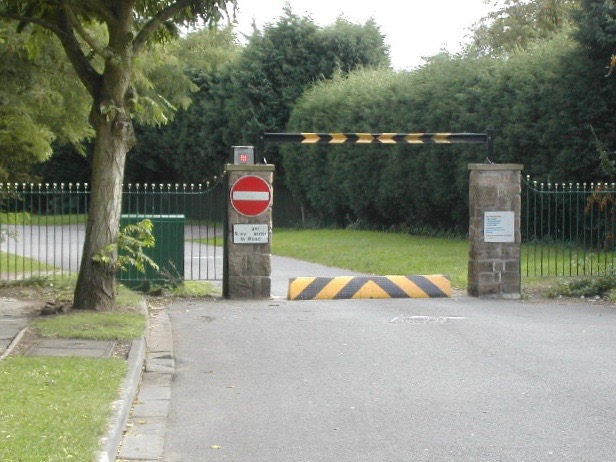
Barrière d'accès d'une résidence fermée à Beeston (Nottinghamshire).
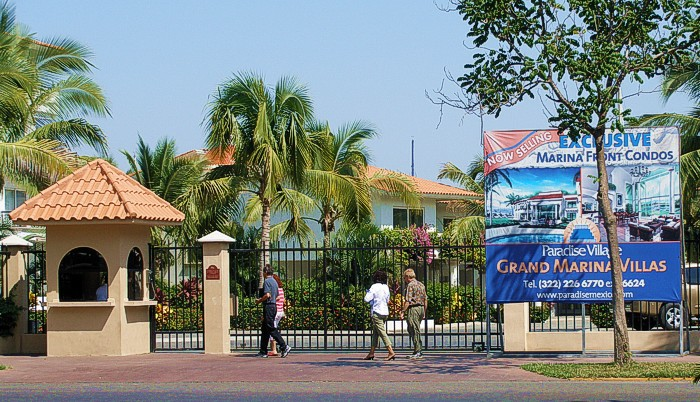
Entrée du « Paradise Village Grand Marina Villas » à Nuevo Vallarta.
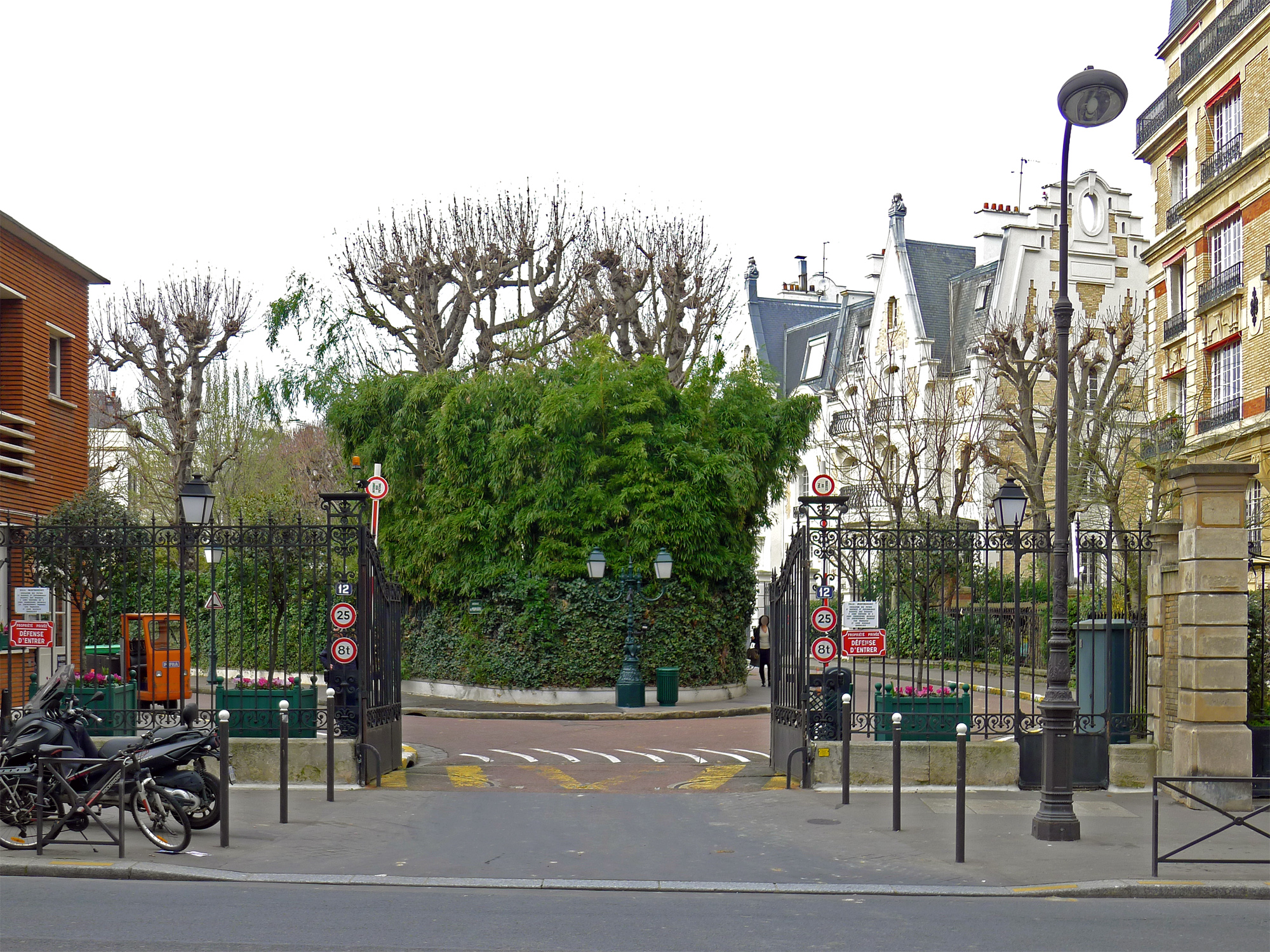
La villa Montmorency, 16e arrondissement de Paris.
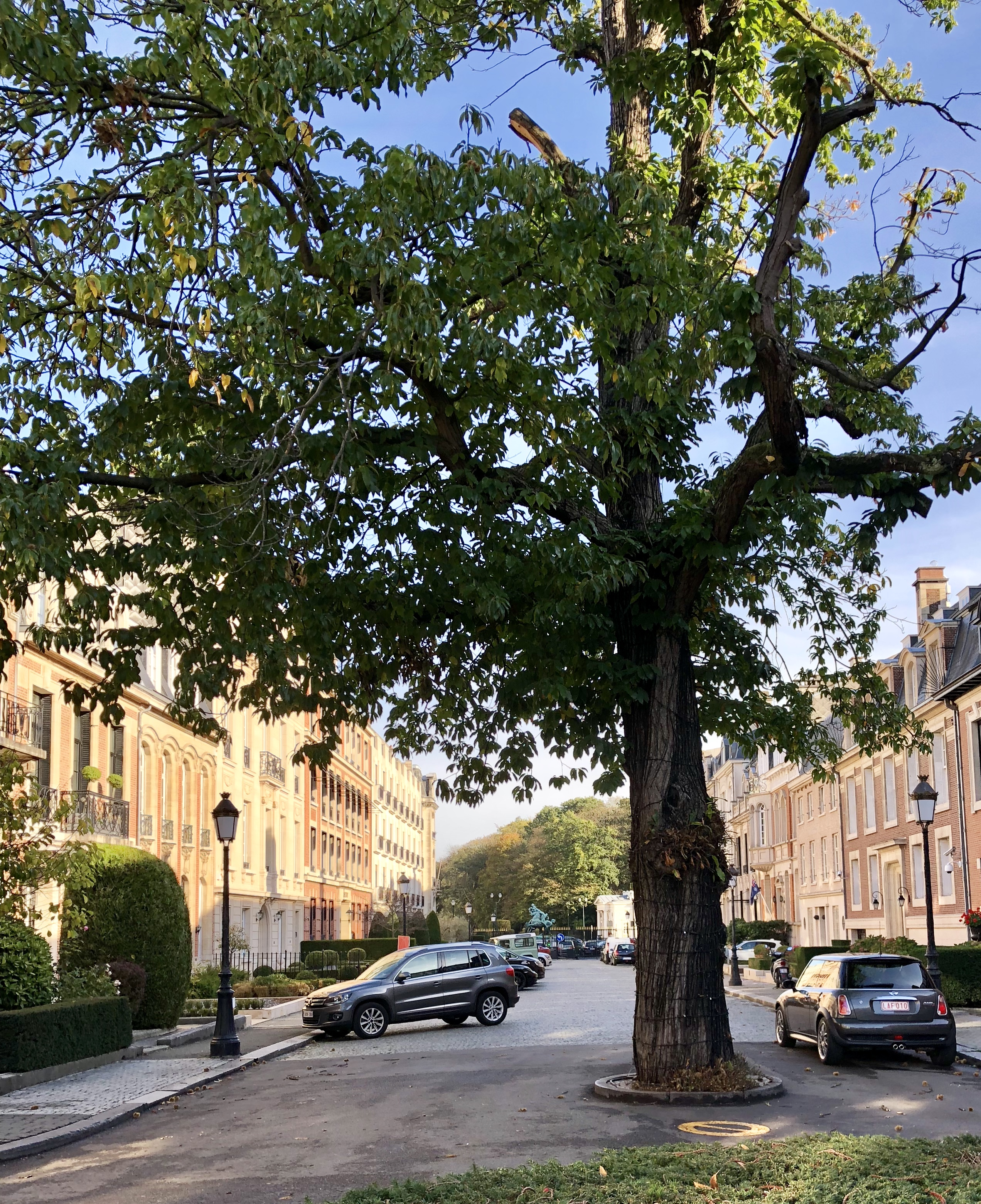
À Bruxelles, le square du Bois, surnommé « le square des milliardaires ».

- Royaume-Uni
Barrière d'accès d'une résidence fermée à Beeston (Nottinghamshire).
- Mexique
Entrée du « Paradise Village Grand Marina Villas » à Nuevo Vallarta (es).
- France
La villa Montmorency, 16e arrondissement de Paris.
- Belgique
À Bruxelles, le square du Bois, surnommé « le square des milliardaires ».

## Typologie

### Cas particulier: les gated communities
Une « gated community » est une résidence fermée en Amérique du Nord anglophone. La législation locale — État américain, province ou territoire canadien — définit leur statut légal. Les détails sont donnés ci-dessous (#États-Unis, #Canada).

## Histoire générale des quartiers fermés

### Origines
Les premiers exemples de résidences fermées se situent en Europe. En France, dès 1840, la révolution industrielle et le développement des chemins de fer ont permis l'apparition de faubourgs résidentiels et de rues privées revêtant les mêmes traits qu'aux États-Unis. Ces espaces reprennent l'image du pavillon de chasse ou des lotissements de luxe tout en étant construits dans les bois, parcs ou châteaux. Un des premiers exemples de résidence fermée en France est le parc Montretout créé en 1832 à Saint-Cloud qui reprend les critères d'exclusion et de fermeture mais pas nécessairement de sécurité. La forme la plus aboutie dans Paris intra-muros reste la villa Montmorency dans le 16e arrondissement de Paris près de la porte d'Auteuil dont la création remonte à 1853,.
Aux États-Unis, Llewellyn Park (en) est certainement la première résidence fermée du pays. Dotée d'une police privée depuis 1854, elle s'ancre dans l'imaginaire de la suburb romantique et utopique, inspirée de l'architecture européenne. Le concept est repris pour la communauté planifiée de Riverside (Illinois) en 1868. Ces résidences se caractérisent par un réseau viaire de forme curvilinéaire (idéal pastoral), par une gouvernance privée des espaces collectifs (un parc central non loti est géré par un comité), par un règlement de copropriété contraignant interdisant les activités commerciale ou industrielle et enfin par une enclosure signalée par un panneau à l'entrée de la résidence. Là naît le principe de la résidence fermée contemporaine, peu dense et valorisant les espaces verts, maintenant réglementairement une homogénéité architecturale, et cela au bénéfice exclusif de ses résidents. Cette histoire est aussi à lier à celle des règlements de copropriété et des associations résidentielles, notamment au niveau des restrictions d'accès, comme le Leicester Square de Londres, où ne pouvaient circuler à partir de 1743 que les seuls riverains en contrepartie d'une taxe, afin de financer son entretien. À New York, Gramercy Park l'imite en 1831 ; il s'agit de la première association résidentielle du pays.

### Développement
Au début du XXe siècle, les résidences fermées se développent aux États-Unis, par exemple le Country Club District (en) de Kansas City. Leurs règlements limitent le nombre et le type de nouvelles constructions autorisées. Soutenues par les autorités, elles favorisent la séparation ethnique des habitants. En 1948, l'exclusion ethnique devient illégale, si bien que les critères peuvent désormais porter sur l'âge (comme à Sun City (Arizona), communauté de retraités) ou sur l'adhésion à un club de golf, les administrateurs pouvant sélectionner de façon discrétionnaire les candidatures, favorisant l'homogénéité sociale des résidents. Les barrières situées aux limites des lotissements permettent de protéger la tranquillité des résidents aisés et de favoriser un idéal communautaire exclusif. Elles matérialisent la réunion d'un groupe autour de la jouissance commune d'un site et de services (parcs, tennis, piscine, etc.) financés et contrôlés en commun, permettant d'éviter la dégradation de la valeur immobilière de la résidence par des personnes venues de l'extérieur. Tout cela favorise une plus-value sociale et un sentiment d'appartenance communautaire selon des critères qui peuvent varier, mais malgré tout centrées autour de ce que le géographe Renaud Le Goix définit comme « un idéal familial et communautaire, un style de vie fondé sur les loisirs, une situation urbaine accommodée par une réification de l'idéal romantique, ruraliste et utopique communautaire, sur un site exceptionnel, en toute exclusivité. Le tout soutenu par la puissance financière du capitalisme industriel et bancaire ». Ces principes sont repris dès la première moitié du siècle dans les quartiers résidentiels périurbains. Les gated communities, rares à leurs débuts, deviennent courantes dans les années 1960-1970, « conçus comme des produits immobiliers de consommation de masse, financés par de grandes alliances entre les banques et l'industrie immobilière et soutenus par les politiques publiques du Department of Housing and Urban Development ».
Au milieu du XXe siècle, de nouveaux quartiers privés font leur apparition aux États-Unis. Sous le nom de « gated community », il s'agit d'une forme modernisée, mettant en avant les méthodes de sécurisation, la recherche de l'entre-soi et une certaine autonomie vis-à-vis de la politique locale en ce qui concerne la gestion du quartier. Ainsi, certaines « gated communities » ont pratiquement fait sécession avec leurs municipalités, créant une sorte de ville privée, officiellement afin de fournir de « meilleurs services » à leurs résidents, officieusement pour se soustraire aux exigences du vivre ensemble. De l'autre côté du rideau de fer, des démarches similaires sont entreprises, mais cette fois-ci afin d'offrir des avantages à la nomenklatura.
Dans les années 1940-1950, la croissance des résidences privées croît au rythme de la périurbanisation caractéristique de l'après-guerre. Leur nombre augmente encore plus dans les années 1960-1970, lorsque l'idéal de lotissements dotés d'équipements de loisirs se diffuse amplement. Depuis les années 1970, devenus des biens de consommation courants, leur accroissement se ralentit mais reste différencié selon les espaces. Ainsi, au début des années 2000, il reste très important dans le comté de Riverside et dans la région de Palm Springs (Californie), représentant entre 23 % et 50 % du marché.
À la fin du XXe siècle et dans un mouvement inverse, les communautés fermées ont été réimportées des États-Unis vers l'Europe et les pays anglo-saxons. En France, les premiers exemples de quartiers privés (nouveaux donc, par rapport aux résidences privées héritées du XIXe siècle) sont apparus au cours des années 1990, en lien avec la hausse du sentiment d'insécurité ; on en trouve par exemple à Toulouse et Cannes mais aussi au Royaume-Uni et dans d'autres pays d'Europe. À cette même époque, des résidences surveillées apparaissent dans les pays en voie de développement, avec la volonté de mettre « à l'abri des pauvres » les riches et les membres de la classe moyenne nouvellement constituée. La dimension sécuritaire est donc récente par rapport à l'histoire séculaire des résidences fermées.
Depuis les années 1990, les communautés fermées émergent de plus en plus dans l’espace périurbain des villes des pays en voie de développement, généralement au sein du front d'urbanisation, là ou l’urbanisation s’est produite le plus récemment.
Leur diffusion actuelle s’explique, entre autres, par des partenariats explicites ou implicites entre lotisseurs et autorités locales. Ces dernières peuvent bénéficier de nouveaux contribuables locaux sans réaliser aucun investissement en infrastructure, nécessaire pour satisfaire l’étalement urbain. Les promoteurs sont enclins à promouvoir ces produits puisque la demande existe, et les autorités politiques les soutiennent car ces résidences sont considérées comme avantageuses d'un point de vue financier et pour le développement métropolitain, en dépit du risque de fragmentation sociale qu'elles impliquent.
Ces espaces sont souvent perçus comme des « ghettos » pour riches, des espaces qui « nient la ville » (J. Borja) et donc la diversité. L’usage de la notion de ghetto pour caractériser les quartiers fermés, ou encore n’importe quel type de lotissement destiné à des classes aisées en espace périurbain, est néanmoins souvent critiqué. Si tous les ghettos sont effectivement ségrégués, toutes les zones ségréguées ne sont pas forcément des ghettos. Un ghetto serait, en effet, un espace d’enfermement subi et non pas choisi, à la différence de ces types d’espaces résidentiels.
La création de résidences fermées dans un souci de se prémunir contre l'insécurité peut conduire à reporter les problèmes sur les quartiers limitrophes qui à leur tour, par effet tache d'huile, se ferment ou se dotent de caractéristiques sécuritaires similaires.

## Résidences fermées selon les pays

### Algérie

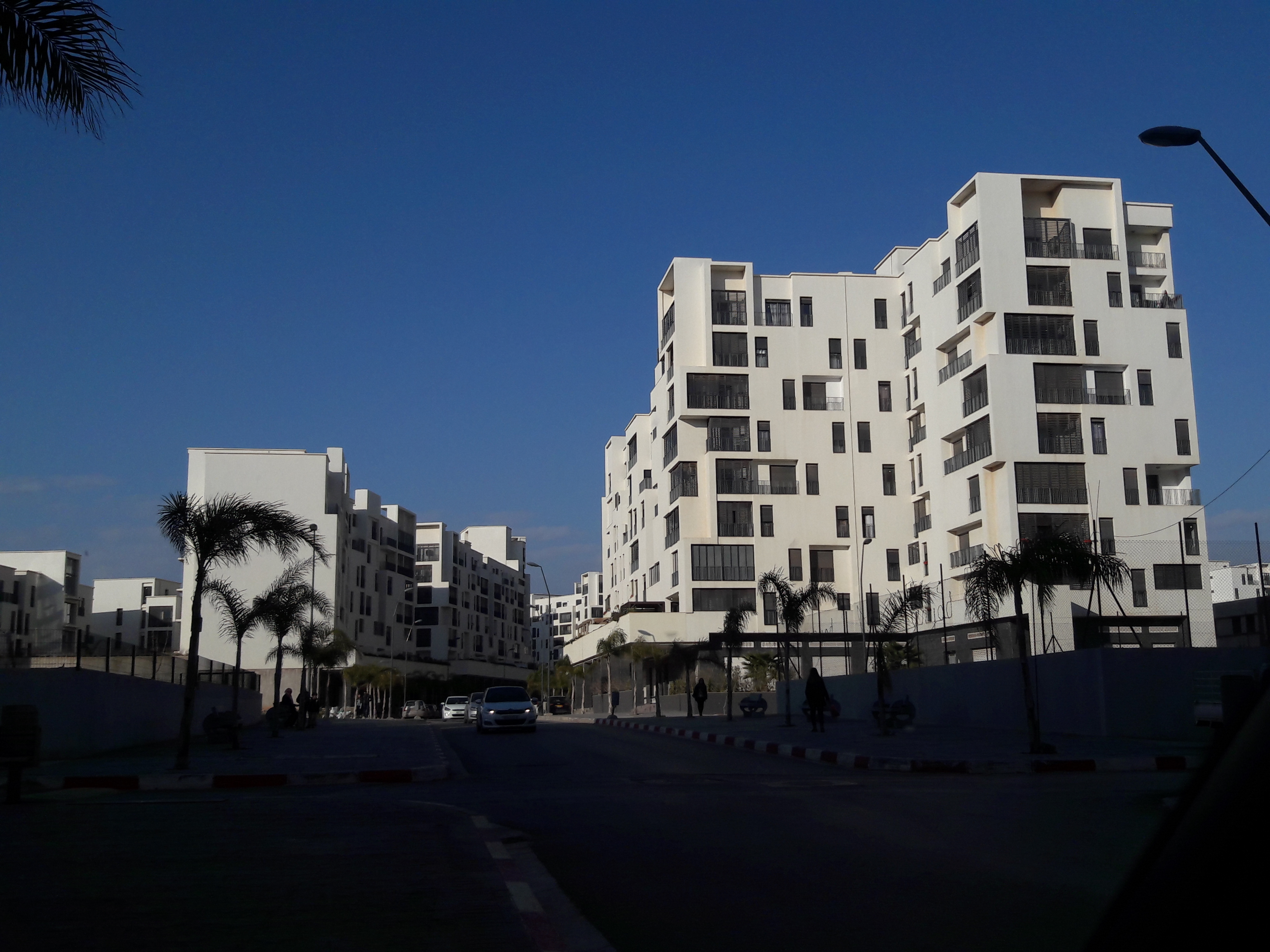
Résidence fermée dans la périphérie d'Oran.

Dans les années 1990, le climat d'insécurité était à l'origine de l'essor des communautés fermées dans les communes de la périphérie d'Alger. La crise du logement et les importants programmes des promoteurs immobiliers sont à l'origine de leur évolution notable et de leur propagation vers d'autres wilayas de l'Algérie. De nos jours, il ne s'agit plus simplement d'une quête de sécurité mais aussi d'une quête de luxe et de prestige pour confirmer sa réussite et son statut social. Ces résidences accentuent la fragmentation spatiale et renforcent la ségrégation urbaine.

### Allemagne de l'Est
Pendant la République démocratique allemande, les élites politiques du pays vivaient dans des zones résidentielles fermées, dans la rue berlinoise de Majakowskiring puis au Waldsiedlung, à 30 km de la capitale.

### Afrique du Sud
Certains Afrikaners urbains vivent dans des quartiers privés, hautement sécurisés, principalement à cause des nombreuses violences que subit ce pays. En effet, aujourd'hui, l'Afrique du Sud est l'un des pays les plus violents, ce qui entraîne aussi une émigration de la population aisée de l'Afrique du Sud. À Pretoria, l'accès au quartier de Bryntirion, où se situent 28 propriétés dont la résidence du président de la République, est fermé aux non-résidents par des barrages de sécurité et entouré d'une clôture électrifiée de 8 km de long.

### Argentine

Les quartiers fermés dans l'aire métropolitaine de Buenos Aires ont tendance à se localiser dans l'espace périurbain (partidos dont la continuité du bâti est récente ou inexistante)

Il y a de nombreux quartiers privés en Argentine, spécialement dans le Grand Buenos Aires, dans l'arrondissement de Pilar et dans les banlieues.
La première communauté fermée du pays, Tortugas Country Club, a été créée dans les années 1930 et 1940 ; Chascomús Country Club à Chascomús l'est en 1978. Néanmoins, la plupart apparaissent dans les années 1990, quand les réformes libérales furent consolidées.

### Australie
Les quartiers privés sont plutôt rares en Australie, même si quelques-uns ont fait leurs apparitions depuis les années 1980. Les plus connus se trouvent à Hope Island, en particulier Sanctuary Cove dans la région de Gold Coast du Queensland. Le premier projet du genre dans l’État de Victoria se trouve dans la zone d'administration de Wyndham, à 16 kilomètres de Melbourne. Beaucoup de communautés fermées australiennes intègrent de terrains de golf privés à l'intérieur même de leur enceinte.

### Belgique
Relativement rares dans le pays, on en trouve toutefois une à Bruxelles, le square du Bois, appelé populairement « le square des milliardaires ».

### Brésil

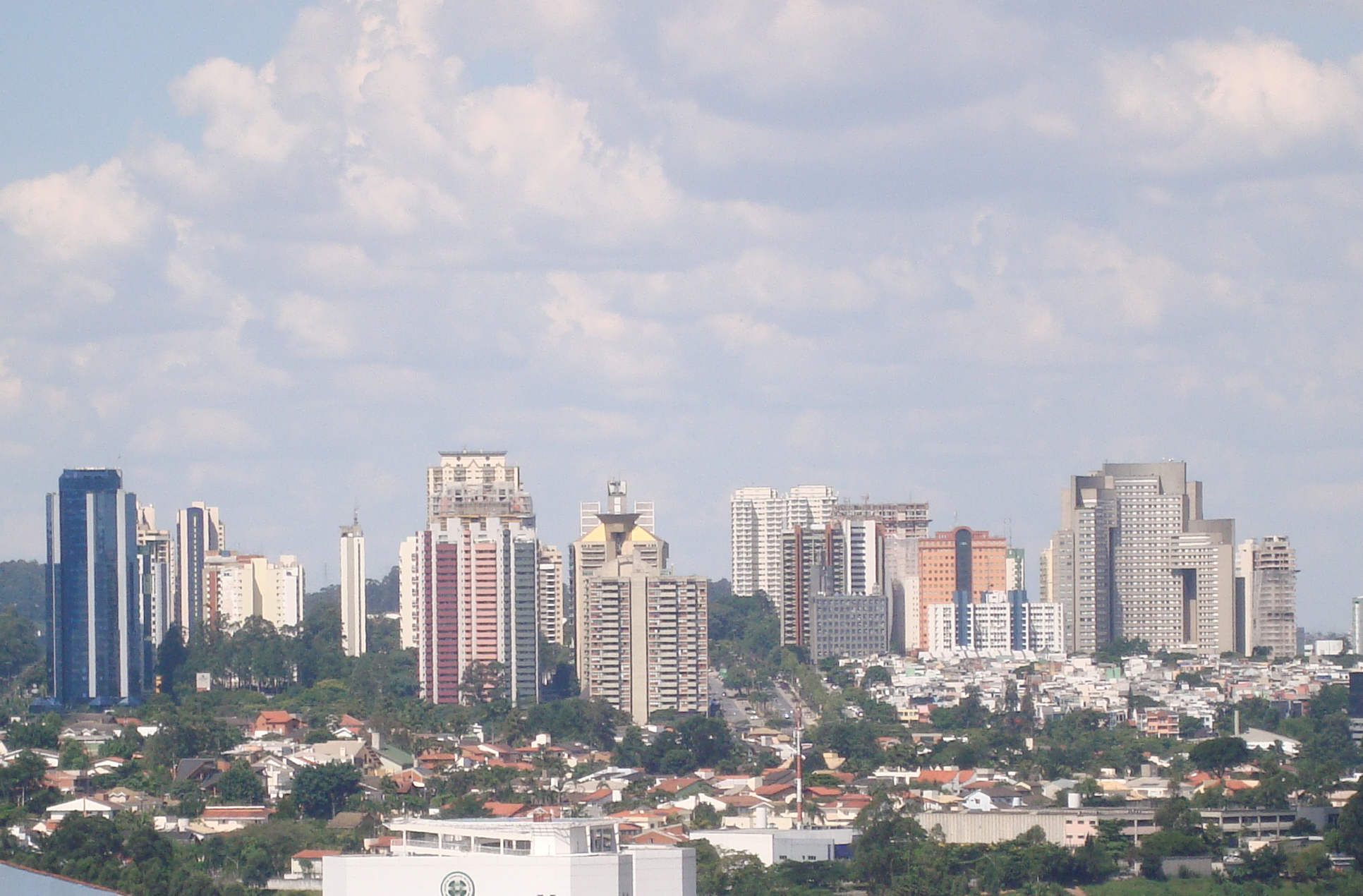
Alphaville, une des communautés fermées de la banlieue de São Paulo.

Le Brésil compte de nombreuses communautés fermées, en particulier dans les métropoles de Rio de Janeiro et de São Paulo. Par exemple, l'une des banlieues de São Paulo, Tamboré, compte au moins six de ces complexes : Tamboré 1, 2, 3, et ainsi de suite. Elles se composent de maisons individuelles généreusement séparées.
Le premier quartier privé à grande échelle dans la région métropolitaine de São Paulo est situé à Barueri. Il s'agit d'Alphaville, planifiée et réalisée dans les années 1970 sous la dictature militaire.

### Canada
Les quartiers avec des points de contrôle et/ou des rondes sont rares, et même inexistants dans certaines des villes les plus riches du pays. Cela est généralement attribué au taux de criminalité nettement inférieur à son voisin américain[réf. nécessaire]. De plus, la plupart des provinces interdisent les portails fermés sur les routes publiques pour des raisons de santé publique, car ils empêchent aux véhicules de sécurité un accès rapide.
Plus commun, notamment dans les grandes villes, des portails symboliques séparent les infrastructures et équipements privés de leur voisinage, comme Mont-Royal dans l'agglomération de Montréal.

### Chine
De nombreux étrangers vivent dans des communautés fermées à Pékin. Les entreprises étrangères choisissent souvent cette solution pour héberger leurs travailleurs étrangers.[réf. nécessaire] D'autres quartiers privés, tel le district de Daxing à Pékin, accueillent les migrants ruraux, dans le but de réduire la criminalité et d'améliorer l'ordre public et la sécurité. Ce système est controversé car il constitue une ségrégation des migrants et des pauvres, mais cela n'empêche pas le district de Changping de prévoir la mise en place d'un tel système.

### Équateur
La ville côtière Guayaquil et la capitale Quito comptent beaucoup de communautés fermées. À Guayaquil, elles se trouvent principalement dans le canton de Samborondón, à Quito, dans les vallées qui encerclent la ville. La plupart hébergent les plus riches populations du pays, même si certaines d'entre elles présentent des prix plus abordables.

### États-Unis
Les premières gated communities (communautés fermées en français) sont apparues à la seconde moitié du XIXe siècle aux États-Unis, « sous la forme de ghettos dorés » tel que Tuxedo Park (New York). Un autre exemple connu de communauté fermée est celui de Llewellyn Park (en), situé dans l’État du New Jersey. Cet espace a été fondé en 1853 et clôturé dès 1854, ayant pour seul passage un portail.
Dans les années 1960-1970, le phénomène des communautés fermées prend une autre proportion. Elles peuvent être dédiées aux retraités comme Leisure World ou bien encore des communautés fermées balnéaires et consacrées aux loisirs. Depuis les années 1970, les gated communities se sont développées dans le domaine de l’immobilier permettant la diffusion du modèle dans les classes moyennes. Ainsi, dans les années 1980-1990, les communautés fermées augmentent puisque les individus sont de plus en nombreux à vouloir une tranquillité et une sécurité dans la vie quotidienne. Au milieu des années 1990, environ 8 millions d'Américains résident au sein de communautés fermées.
En 2001, la part des personnes habitants des gated communities est estimée à 11,1 % dans l'ouest du pays, 6,8 % dans le sud et moins de 3 % dans les autres États.

### France

#### Marseille
Marseille est l'une des villes de France où la tendance aux résidences fermées est la plus forte. En 2014, une étude de l'université d'Aix-Marseille coordonnée par la géographe Élisabeth Dorier estimait à 29 % le nombre de logements clôturés. Les causes sont multiples : sentiment d'insécurité, besoin de places de stationnement ou proximité de cités HLM. La tendance a débuté avec la coupe du monde de football de 1998, au cours de laquelle des spectateurs de l'Olympique de Marseille stationnaient dans les résidences à proximité du stade Vélodrome. La fermeture d'une résidence permettait d'y éviter le stationnement, qui se répercutait ensuite dans les autres résidences, lesquelles décidèrent à leur tour de se fermer.
Si le cloisonnement concernait au début seulement les riches résidences, il touche désormais tous les types de logements.
D'un point de vue légal, l'urbanisation depuis le XIXe siècle s'est faite avec la résidence propriétaire des voies qui la traversent. Un vote de la copropriété suffit alors pour les fermer. L'enseignante en géographie à l'université d'Aix-Marseille Élisabeth Dorier dénonce un « manque de volontarisme politique » contre les fermetures abusives illégales.
La tendance au cloisonnement, très vive dans les 8e et 9e arrondissements, touche cependant toute la ville malgré des batailles juridiques. La majorité des projets immobiliers neufs sont d'ailleurs conçus en résidence fermée. Entre 1993 et 2014, 62 % des résidences sont construites fermées.
Le phénomène est l'objet du documentaire En remontant les murs de Marie-Noëlle Battaglia.
En 2024, un tiers des logements marseillais sont clôturés, un chiffre en augmentation. Tous les secteurs de la ville sont concernés, y compris les quartiers nord.

#### Paris et proche banlieue

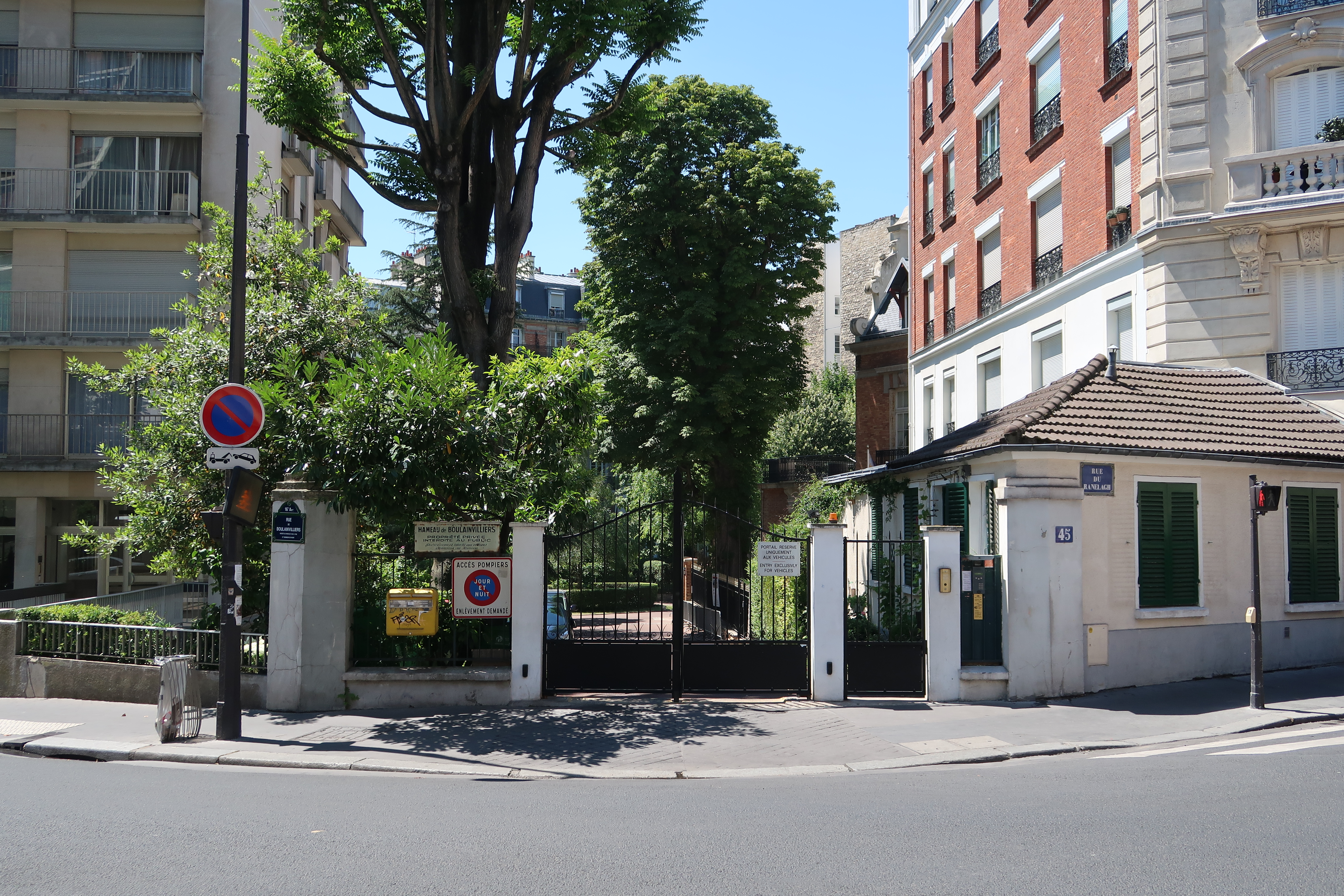
Entrée du hameau de Boulainvilliers (16e arrondissement de Paris).

Dans son article « Paris discret ou le guide des villas parisiennes » paru dans Les Cahiers de la recherche urbaine en 1977, B. Rouleau recense à Paris 1 500 voies, passages, cités et hameaux privés. Ils furent aménagés au fur et à mesure d'opérations de lotissement et d'aménagement de parcelles à partir des années 1820, dans les faubourgs du Paris d'alors, donc après le mur des Fermiers généraux. Beaucoup sont de longs passages et impasses desservant de nouveaux immeubles récemment construits, dont l'accès est privatisé (par exemple, la villa Bosquet ou la villa Wagram-Saint-Honoré), par une grille ou une chaîne. La plupart se situent néanmoins dans les anciennes communes que Paris annexe en 1860, où l'espace disponible permettait d'assortir les résidences de jardins et de squares. Dans le 16e arrondissement de Paris, la villa Montmorency en est l'exemple le plus abouti. À la fin du XIXe siècle, au fur et à mesure du développement des lignes ferroviaires, de grandes copropriétés résidentielles sont édifiées à l'ouest de Paris, par exemple à Saint-Cloud, au Vésinet et au Chesnay.
Plus modestes et découlant du syndicalisme et du socialisme, des rues privées abritant des villas d'ouvriers, fermées par une barrière, se développent au début du XXe siècle dans la banlieue parisienne. Des entreprises faisaient construire les rues et les clôtures de ces résidences, les sociétés mutuelles en étaient propriétaires et les lots étaient attribués par tirage au sort. Il s'agit de petits pavillons en meulière et silex construits pour la plupart dans les années 1930 (HBM). Les résidences fermées concernent donc aussi les catégories populaires.
L'urbanisation de la banlieue francilienne et la construction de ces lotissements, ouvriers comme bourgeois, se fait souvent à l'emplacement d'anciens domaines forestiers ou de chasse (comme à Maisons-Laffitte), dont les rues peuvent reprendre le tracé des chemins. Du fait de la proximité de l'ouest de Paris avec Versailles, de nombreux nobles s'étaient fait construire des châteaux dans la région, mouvement qui continue au XIXe siècle ; lorsque leurs descendants les vendent, que le lieu devient trop cher à entretenir ou que les bâtiments sont détruits, leurs parcs deviennent des espaces lorgnés par les promoteurs immobiliers pour y investir. Le parc de Montretout, loti sur le domaine de l'ancien château de Saint-Cloud à partir de 1832, en est un bon exemple.
Corollaire de la périurbanisation pavillonnaire, les lotissements privés en banlieue se multiplient dans les années 1970-1980, notamment à destination du grand public et des classes moyennes. Inspirées du modèle anglo-saxon et conservant une filiation avec les résidences fermées françaises plus anciennes, ces constructions accordent une place importante à la voiture comme seul moyen de locomotion. Dans les années 1990, des lotissements davantage inspirés de ce qui se fait outre-Atlantique, s'ancrent autour d'une activité de loisir, comme le Domaine du Golf de Saint-Germain-lès-Corbeil (Essonne). Pour les géographes Delphine Callen et Renaud Le Goix, ce succès de l'industrie immobilière repose sur trois facteurs : « l'injonction sécuritaire, la rente d’exclusivité du site et le "prestige de l’adresse", la garantie de l’investissement immobilier ».
Ces résidences apparaissent le plus souvent dans les zones à forte croissante périurbaine. De nos jours, c'est autour de Marne-la-Vallée (le parc d'attraction Disneyland Paris ayant favorisé son urbanisation) que l'on observe les plus fortes dynamiques en ce sens, avec notamment le promoteur immobilier Kaufman & Broad. La vallée de la Bièvre, au sud-ouest de Paris, est également représentative du développement de résidences fermées dans le cadre des petites communes inscrites sur un front d'urbanisation partant du pôle parisien, et ce dans un « esprit village », alors que les forêts et la nature sont très présentes ; mais Delphine Callen et Renaud Le Goix montrent que cette notion de fermeture est relative et éloignée de certaines caricatures.
Résidences fermées à Paris
- Paris - Villa Montmorency, créée en 1853 ; Square du Croisic ; hameau Boileau ; Square Raynouard ; Villa des Ternes ; Villa Adrienne ; Allée Verhaeren ; Cité fleurie

Résidences fermées dans la région parisienne
- Bièvres (Essonne) - Val de Bièvres, près du château de La Martinière[5],[24]
- Bougival (Yvelines) - Domaine du Parc de la Jonchère
- Levallois-Perret (Hauts-de-Seine) - Villa Chaptal
- Meulan-en-Yvelines (Yvelines) - Quartier Paradis
- Rueil-Malmaison (Hauts-de-Seine) - Parc de la Malmaison
- Saint-Germain-lès-Corbeil (Essonne) - Domaine du Golf, créé dans les années 1990[5]
- Saint-Cloud (Hauts-de-Seine) - Parc de Montretout, créé en 1832[5]
- Vigneux-sur-Seine (Essonne) - Résidence Bel Air, créée en 1970
- Villennes-sur-Seine (Yvelines) - Île de Villennes, créée en 1912

#### Région
- Bordeaux (Gironde) - Allées Haussmann[25] ; L'Interdit d'Epson[26]
- Cannes (Alpes-Maritimes) - Super Cannes, créé en 2000
- Carquefou (Loire-Atlantique) - Résidence Le Newton[27] ; Le Champollion
- Échirolles (Isère) - Impasse Môcquet-Templier
- Grasse (Alpes-Maritimes) - Les Bois Murés
- Les Sorinières (Loire-Atlantique) - Le Clos de la Fontaine
- Limoges (Haute-Vienne) - Domaine de la Garde
- Mathieu (Calvados) - Le Parc Viking
- Meylan (Isère) - Résidence Saint-Mury ; Résidence du Bois ; Résidence de l'Oratoire
- Montpellier (Hérault) - Baillargues[réf. nécessaire]
- Saint-Égrève (Isère) - Les Parcs de Rochepleine
- Saint-Gély-du-Fesc (Hérault) - Les Vautes
- Saint-Tropez (Var) - Domaine des Parcs
- Sassenage (Isère) - Le Domaine du Vieux Cèdre
- Sciez (Haute-Savoie) - Domaine de Coudrée
- Sucé-sur-Erdre (Loire-Atlantique) - Villa Adrian
- Théoule-sur-Mer (Alpes-Maritimes) - Port la Galère
- Tourrettes (Var) - Domaine de Terre Blanche[28],[24]
- Vaulx-en-Velin (Rhône) - Les Allées du Village
- Vernon (Eure) - Château de Bizy
- Villeneuve-Loubet (Alpes-Martimes) - Domaine des Hauts Vaugrenier, créé en 1975

### Inde
En Inde, de nombreux quartiers privés se sont développés, comme Lavasa, près de la ville de Pune, qui occupe 100 kilomètres carrés.

### Indonésie
Il existe aussi bien en Indonésie des communautés très luxueuses, par exemple Pondok Indah (en), et des communautés plus abordables.

### Liban
À cause de la pollution, du manque d'infrastructures, de courant électrique et d'espaces verts dans les zones résidentielles hors de Beyrouth, la bourgeoisie choisit de vivre dans des résidences fermées pour bénéficier d'un meilleur cadre de vie.
Les résidences fermées au Liban sont généralement situées dans la banlieue de Beyrouth. Quelques exemples de résidences fermées : BelHorizon Village et Admir dans le Kesrouan, et BeitMisk dans le Matn,.

### Nigeria
À Lagos, Banana Island (en) est un « quartier de résidence ultra-sécurisé pour riches. [Il] faut d'abord passer les contrôles et connaître le code du jour qui fait office de laissez-passer avant de pouvoir pénétrer » explique Le Figaro Magazine,.

### Royaume-Uni
À Londres :
- Kensington Palace Gardens surnommée « l'avenue des milliardaires » et qui abrite de nombreuses résidences d'ambassadeurs et de personnalités très fortunées (Lakshmi Mittal, Roman Abramovitch, Léonid Blavatnik, Abdelaziz ben Fahd Al Saoud)[33].
- Carlton House Terrace, situé à proximité du palais de Buckingham et du Mall. Il s'y trouve la résidence privée la plus chère du Royaume-Uni : 290 millions d'euros[34].
- Bishop Avenue, située au nord-ouest de Londres et où résident de nombreuses personnalités fortunées

### Russie
La Russie compte trois résidences fermées qui forment ensemble le quartier de Roublevka situé dans la banlieue ouest de Moscou. Ces résidences abritent les villas de nombreux oligarques dont Vladislav Doronin, Vladimir Potanin ou encore Arkadi Rotenberg :
- Barvikha et Barvikha Village ;
- Joukovka ;
- Razdory.

### Filmographie
- La Zona, propriété privée (La zona, 2007) est une fiction hispano-mexicaine de Rodrigo Plá dont le ressort scénaristique repose sur une gated community à Mexico.

Documentaires :
- Bunker cities (2011) de Paul Moreira (lieux : Toulouse, Rio de Janeiro, Bagdad). Critique TV de Télérama du 24 mars 2012 au lien suivant.